# KHC Strawberries
De Kennemer HockeyClub Strawberries is een Nederlandse hockeyclub, opgericht in 1929 en gevestigd te Driehuis.
Het eerste complex lag op vroegere aardbei-veldjes, vandaar de naam van de hockeyclub. Het huidige complex heeft drie velden; 3 watervelden en is gelegen op Sportpark Schoonenberg. In seizoen 2018/19 speelde het eerste damesteam in de Eerste klasse en het eerste herenteam in de Tweede klasse.